# Corme-Écluse
Corme-Écluse település Franciaországban, Charente-Maritime megyében. Lakosainak száma 1278 fő (2022. január 1.). Corme-Écluse Le Chay, Grézac, Meursac, Saint-Romain-de-Benet és Semussac községekkel határos.

## Népesség
A település népességének változása:
| Lakosok száma | 627  | 651  | 686  | 957  | 1077 | 1100 | 1113 | 1127 | 1177 | 1278 |
|               | 1968 | 1982 | 1990 | 2006 | 2013 | 2015 | 2017 | 2019 | 2020 | 2022 |